# ورده (البرز)
ورده روستایی است که در استان البرز کشور ایران واقع شده‌است.
روستای ورده در دهستان برغان، بخش چندار، شهرستان ساوجبلاغ، در شمال غرب استان البرز و در رشته کوه‌های البرز و در شمال غرب شهر کرج و شمال شرق شهر هشتگرد قرار دارد. ارتفاع روستا از سطح دریا ۱۶۱۰ متر می‌باشد و مختصات جغرافیایی آن ۳۵°۵۸′۵۲٫۳۱″ شمالی ۵۰°۵۴′۲۳٫۰۵″ شرقی / ۳۵٫۹۸۱۱۹۷۲°شمالی ۵۰٫۹۰۶۴۰۲۸°شرقی می‌باشد.
این روستا در ۱۵ کیلومتری شمال غربی شهر کوهسار قرار دارد. روستای ورده ۷۴ نفرساکن (۲۴ خانوار) و1000نفرغیرساکن (200خانوار)جمعیت دارد.
این روستا با بافت قدیمی خود آثاری چون گرمابه تاریخی، آسیاب قدیمی، و دو بقعه را در خود جای داده است.
ورده دارای پیشینه تاریخی قابل توجهی است و چند اثر تاریخی برجسته مربوط به دوران صفویان و پیش از آن قابل ملاحظه‌است. برخی از این آثار عبارت هستند از: بقعه امامزاده عبدالقهار، حمام تاریخی ورده و بقعه امامزاده بی بی سکینه ورده. درب چوبی نفیس امامزاده عبدالقهار متعلق به دوره شاه تهماسب یکم است و دارای نقوش و خط نوشته‌های زیبایی است. این درب هم‌اکنون در موزه ملی ایران (موزه ایران باستان) نگهداری می‌شود.
ورده به دلیل موقعیت جغرافیایی و استقرار در میان دره‌ای با شیب تند و همچنین مجاورت با رودخانه هزاربند و وجود چشمه‌های متعدد، از مناظر طبیعی و چشم‌اندازهای زیبایی برخوردار است. برخی جاذبه‌های دیگر ورده عبارت هستند از: بافت روستایی ورده، چنارهای کهنسال امامزاده ورده، درخت کهنسال ارس (هووِرس دار) و سربند جوی‌های ورده.

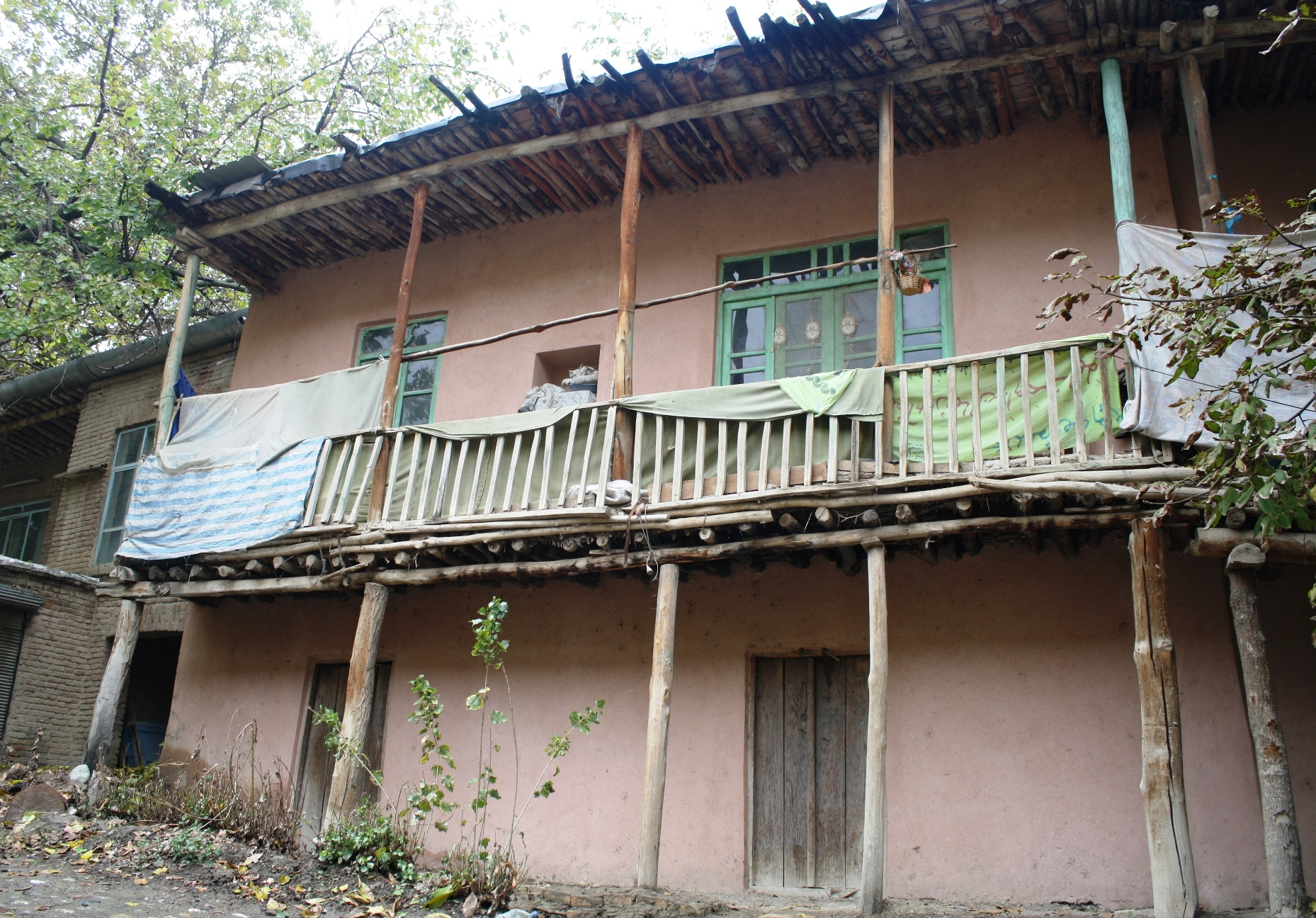
نمای خانه‌ای قدیمی در روستای ورده.

زبان مردم روستای ورده تاتی است.